# Louis Jobert
Louis Jobert (27 avril 1637 à Paris - 30 octobre 1719 à Paris) est un jésuite, prédicateur, numismate, professeur et dramaturge français. On lui doit une étude sur les médailles de la Rome antique, traduite en plusieurs langues.

## Biographie
Louis Jobert naît le 27 avril 1637 à Paris. Il commence son noviciat en 1652.
Il enseigne la rhétorique au collège de Clermont à Paris de 1667 à 1771. Ensuite, il se spécialise dans la numismatique et publie des ouvrages. Pendant cette période, il est un « prédicateur de renom ».
Louis Jobert meurt le 30 octobre 1719 à Paris.

## Œuvres
Études historiques
- Illustration pour la critique à la Science del me'dailles publié sur les Acta Eruditorum du 1744Science des médailles

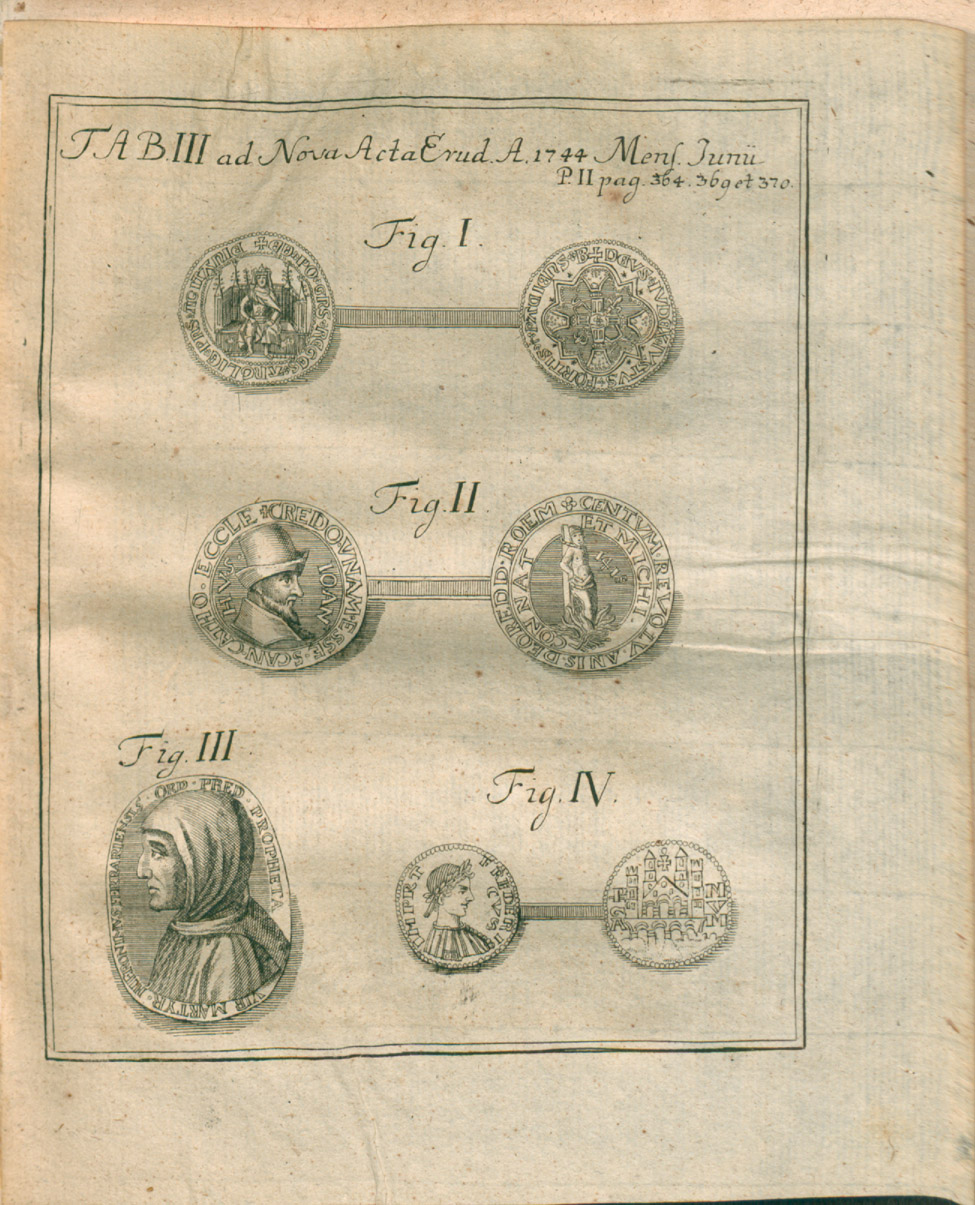
Illustration pour la critique à la Science del me'dailles publié sur les Acta Eruditorum du 1744

  - Traduction en allemand : Einleitung zut Medaillen
  - Traduction en anglais : The knowledge of medals : or, Instructions for those who apply themselves to the study of medals both ancient and modern[4]
  - Traduction en espagnol : Ciencia de las medallas con notas historicas i criticas
  - Traduction en italien : La scienza delle medaglie
  - Traduction en latin : Notitia rei nummariae ad erudiendos eos qui nummorum veterum et modernorum intelligentiam studere incipiunt
  - Traduction en néerlandais : Kennisse der aloude en hedendaagsche gedenkpenningen
  - Traduction en polonais : Medaillen- oder Münzwissenschaft
- Aureliustragoedia dabitur in theatrum Claromontanum Societatis Jesu, ad solennem praemiorum distributionem Rege agonotheta
- Catalogus rariorum et selectissimorum nummorum tam Antiquorum, Graecorum, Romanicorum, Gothicorum bracteatorum quam recentiorum qui Jena venales prostant
- Lettre à Monsieur de Vallemont sur la nouvelle explication qu'il a donnée à une médaille d'or de l'empereur Gallien qui est au Cabinet du Roy

Pièces de théâtre
- Andronic martyr, 1667
- Ballet de l'Innocence pour la tragedie d'Andronic, 1667
- Aurelius, 1668
- Jonathas, 1669
- Adraste, 1670
- La Prise de Babylone, 1671
- Ballet des Songes au Collège de Clermont, 1671

Ouvrages à caractère religieux
- Des Congrégations de Notre-Dame érigées dans les maisons des Pères de la Compagnie de Jésus...
- Dévotion du saint esclavage de la Mère de Dieu, servant d'un grand secours pour faire son salut...
- La Foy victorieuse de l'infidélité et du libertinage... Avec un Abrégé de la vie et des vertus de l'auteur par un Père de la même compagnie
- Lettre [seconde-quatrième lettre] à Mr. Hideux, docteur en théologie, curé des SS. Innocens, sur l'Approbation qu'il a donné au nouveau livre "De la dévotion à la Ste Vierge".
- Pratiques de dévotion pour honorer la Sainte Vierge, tirées de la vie des saints qui l'ont aimée le plus tendrement